# Pozpátku (Červený trpaslík)
Pozpátku (v anglickém originále Backwards) je první epizoda třetí série (a celkově třináctá) britského sci-fi sitcomu Červený trpaslík. Poprvé byla odvysílána 14. listopadu 1989 na stanici BBC2, v České televizi pak 15. ledna 1999.

## Námět
Posádka Trpaslíka se ocitne na Zemi zhruba v roce 1993, ale čas zde běží pozpátku. Rimmer uvažuje, že zde zůstane natrvalo, jenže po rvačce v baru se i on rozhodne pro návrat.

## Děj

### Titulky
V úvodu epizody běží titulky ve stylu jiného sci-fi seriálu Star Wars. Vysvětlují, co se událo od konce poslední epizody druhé série „Paralelní vesmír“. Text objasňuje Listerovo těhotenství, důvod, proč Holly vypadá jako Hilly a také návrat Krytona. Titulky se v určitém momentě zrychlí, takže divák je stihne přečíst celé jen stěží.
RED DWARF III
Sága pokračuje ...
Tři miliony let v budoucnosti Dave Lister, poslední žijící člověk, otěhotněl v paralelním vesmíru se svým ženským protějškem a porodil dvojčata, Jima a Bexleyho. Protože kluci byli počati v odlišném vesmíru s jinými fyzikálními zákony, jejich růst byl velmi rychlý a již za tři dny od narození dosáhli osmnácti let věku. Aby Lister zachránil jejich životy, vrátil je do jejich vesmíru, kde se dvojčata setkala se svým otcem (ženou) a byla schopna vést relativně normální životy. Tedy normální do té míry, jako když se narodíte v paralelním vesmíru, vaším otcem je žena, matkou muž a za tři dny od narození je vám osmnáct.
Krátce poté Kryton, servisní robot, jenž opustil kosmickou loď, když byl zachráněn ze ztroskotaného plavidla Nova 5, je nalezen rozbitý na části na jednom asteroidu, kde havaroval na kosmické motorce. Lister jej opraví, ale nedokáže obnovit jeho původní osobnost.
Mezitím Holly, stále více nevyzpytatelný palubní počítač, provede sám na sobě změnu pohlaví. Zvolí si tvář Hilly, počítače, do něhož se bláznivě zamiloval v paralelním vesmíru.
Sága pokračuje...
RED DWARF III
Stejná generace.
Téměř.

### Příběh
Kryton skládá zkoušky v pilotování Kosmiku za asistence Rimmera a jelikož je dost nervózní, udělá několik chyb (např. vystřelí Rimmera z katapultovací sedačky). Ve vesmíru jej Rimmer zkouší z dopravních značek, přičemž Kosmik vletí do časové díry a ztroskotá na Zemi. Vše tady probíhá obráceně, pozpátku. Ocitnou se v Londýně v roce 3991 (čili 1993). Než je Lister a Kocour najdou, přijmou práci na inzerát pro divadelního agenta, přičemž budou účinkovat po barech v komediálních výstupech. Rimmer a Kryton totiž stále fungují "dopředu" a tak vše, co dělají, přijde lidem zábavné.
Mezitím David Lister s Kocourem již tři týdny pátrají v Kosmiku 2 po zmizelých kamarádech. Když také narazí na časovou díru, Lister přes Kocourovy protesty do ní vletí. Přistanou poblíž jezera, kam dopadl Kosmik 1, a Lister má z ničeho nic monokl a bolí ho žebra. Na stromech podél silnice jsou vyvěšeny plakáty Krytona s Rimmerem zobrazující je jako „Bratři zpátečníci“. Lister se domnívá, že se nacházejí v Bulharsku, jak to ve skutečnosti je mu dojde až v hospodě, kde mají „Bratři zpátečníci“ vystoupení. Obecenstvo se neskutečně baví na triviálních kouscích, které Rimmer s Krytonem předvádějí (např. vypití sklenice vody nebo snězení vařeného vajíčka). Po představení sedí čtveřice v šatně a Lister přemlouvá Krytona s Rimmerem k návratu. Tvrdí, že je na zpátečnické Zemi všechno uhozené. Ale Rimmer se vrátit nechce, je tady uznávaný a dokáže najít na zdejším životě i výhody. Situace se mění v okamžiku, kdy do šatny vejde divadelní agent a „Bratry zpátečníky“ propustí, protože údajně zavinili hospodskou rvačku, kterou si ale nikdo z nich nepamatuje. Ta rvačka se teprve odehraje kvůli snězenému sendviči, a Listerovi po ní zmizí monokl a jsou mu zpevněna žebra.
Kosmik je připravený k odletu. Rimmer se zeptá, kde je Kocour. Lister poznamená, že si musel odskočit, aby vykonal velkou potřebu. Oba pochopí, co to v tomto obráceném světě znamená. Odněkud se vynoří Kocour se zježenými vlasy a prkennou chůzí dokráčí do útrob Kosmiku. Když míjí Rimmera s Listerem, naštvaně prohlásí:
„Nechci nic slyšet!“

## Zajímavosti
- Ve třetí sérii z roku 1989 byla zaměřena pozornost na rekvizity. Ačkoli rozpočet nebyl nijak výrazně změněn, díky jeho pečlivému rozplánování a vhodnému užití došlo ke zlepšení, takže se třetí série od předchozích dvou výrazně liší. V úvodní znělce byly původní fanfáry nahrazeny známou rychlou melodií a znělku poprvé uzavírá speciálně navržené logo s červenou elipsou. Původní nezremasterovaná znělka v ČR nikdy neběžela, protože v prvních dvou sériích byla již použita zremasterovaná verze i logo. Jednotné šedé stejnokroje byly nahrazeny zářivými uniformami Vesmírného sboru a byl najat designér Mel Bibby, aby vytvořil nové interiéry. Jejich náhlá změna byla vysvětlena tím, že se posádka ze svých ubikací přestěhovala do luxusnějších, důstojnických.[5]
- Změnil se i postoj autorů, namísto soustředění se na vlastní kontinuitu seriálu se více zaměřili na žánr sci-fi, jenž začali parodovat. Některé změny si vyžádaly samy okolnosti: musel být přeobsazen palubní počítač Holly. Rob Grant a Doug Naylor se rozhodli pro návrat Hattie Hayridge, která se objevila v poslední epizodě předchozí série. Díl Kryton z druhé řady nakonec Granta a naylora přesvědčila, že by bylo vhodné přidat do týmu mechanoida. Bohužel herec David Ross byl vázán smlouvou s divadlem, kde účinkoval v představení Blecha v jejím uchu. Roli tak dostal Robert Llewellyn. Llewellyn byl objeven producentem Paulem Jacksonem, který ho viděl v představení Mamon, robot stvořen z ženy. Přibylo také nové vesmírné vozítko, Kosmik, které v následujících sériích sehrálo stejně velkou úlohu jako noví členové posádky.[5]
- Craig Charles musel natočit scénu, v níž vystupuje pozpátku z jezera. Ve skutečnosti do něho musel zacouvat. Měl závaží v kapsách, aby ho voda netáhla k hladině. Když kompletně zacouval a ponořil se, uvízla mu noha v bahně. Nikdo to netušil, kamery jely. Když se Craig už nějak podezřele dlouho nevynořoval, rozpoutala se záchranná akce. Úspěšná záchranná akce.[5]
- Scenárista Rob Grant se v této epizodě objevuje před kamerami. Můžeme ho spatřit na manchesterské Portland Street, má tmavé brýle a kouří cigaretu.[5]
- Někteří protagonisté, kteří v této epizodě mluvili pozpátku, tohoto faktu využili a během natáčení textově improvizovali a vymýšleli si, neboť věděli, že do vysílání půjde jen zpátečnická verze jejich slov, kterým stejně nebude rozumět. Například scéna v šatně, kdy manažer nařkne trpaslíkovce z vyvolání hospodské rvačky. Herec Arthur Smith doopravdy říká: "Ty seš vážně hranatý, plešatý střevo, viď, co?" a posléze se obrátí na Rimmera se slovy: "A ty, ukazuju sice na tebe, ale ve skutečnosti nemluvím k tobě. Mluvím k tomu, kdo si dal tu práci, sehnal tenhle záznam a přehrál si ho pozpátku, aby zjistil, co ve skutečnosti říkám. Jak neskutečně ubohý a smutný život musí mít." Zpátečnické dialogy v české verzi byly v dabingu poctivě namluveny, a tak česky předabovaný manažer skutečně vyčítá trpaslíkovcům hospodskou rvačku. Neříká sice přesně slovo od slova to, co pod ním běží v titulcích, ale mluví o tomtéž.[5]

## Kulturní odkazy
- Lister se baví s Kocourem o Vilmě Flintstoneové a Betty Rubbleové, postavách animovaného televizního seriálu Flintstoneovi (anglicky The Flintstones).
- Rimmer se po nouzovém přistání na Zemi zeptá Holly, jestli se na ně vyřítí Čingischánovy hordy nebo prehistorická monstra z filmů Stevena Spielberga (v českém dabingu).
- Kryton vejde do restaurace v masce Ronalda Reagana ve snaze být nenápadným.